# Nunivak
Nunivak è la seconda isola per dimensioni del Mare di Bering, nell'Oceano Pacifico settentrionale. Si tratta di un'isola vulcanica coperta dal permafrost a circa 48 km al largo dei delta dei fiumi Yukon e Kuskokwim, nello Stato statunitense dell'Alaska. Con una superficie di 4.226 km², Nunivak è l'ottava isola per grandezza degli Stati Uniti e la 133ª al mondo.

## Popolazione
Nunivak ha un solo insediamento permanente, la città di Mekoryuk, situato sulla costa a nord e che conta circa 210 residenti (secondo il censimento del 2000).
Nel censimento del 1880, l'esploratore Ivan Petrof registrò 702 residenti distribuiti in nove villaggi, ma un'epidemia nel 1900 decimò gli abitanti dell'isola spingendo molti sopravvissuti a emigrare.
Ancora oggi gli abitanti di Nunivak dipendono in gran parte dalla caccia di sussistenza, dalla pesca commerciale e dall'industria manifatturiera della terraferma.

## Geografia e geologia
Nunivak è dominata in larga parte da un altopiano di origine vulcanica a 160 metri sopra il livello del mare. L'isola è punteggiata da circa 60 coni di cenere che nel corso dei millenni hanno espulso lava fino a formare l'attuale paesaggio. Si calcola che le prime eruzioni siano avvenute oltre 6 milioni di anni fa, ma il periodo di maggior attività vulcanica viene datato tra il Pleistocene e l'Olocene.
La tundra è il paesaggio principale di Nunivak e gli alberi più alti presenti in questo territorio sono i salici piangenti nani, che non superano gli 1,2 metri di altezza. Più di 40 fiumi solcano Nunivak e nel sudest dell'isola possiamo trovare alcune lagune salmastre. Le coste del nordest sono invece dominate da colline, anch'esse di origine vulcanica.

## Fauna
Almeno 89 specie di uccelli migratori trovano rifugio stagionale a Nunivak.
In epoca preistorica, sull'isola pascolavano piccoli branchi di renne, che vennero sterminati con l'introduzione delle armi da fuoco sul finire del XIX secolo. Il governo degli Stati Uniti, tra il 1930 e il 1950, ripopolò Nunivak con esemplari di renne e di buoi muschiati, oggi allevati e protetti dagli abitanti del villaggio di Mekoryuk.
Gran parte dell'isola rientra nella riserva dello Yukon Delta National Wildlife Refuge, amministrato dal Servizio della pesca e della fauna selvatica degli Stati Uniti.

## Cultura
L'arte di Nunivak affonda le radici nell'antichità, infatti il più antico manufatto trovato sull'isola è una scultura di parecchie migliaia di anni.
I primi abitanti dell'isola modellavano delle maschere da vendere e barattare in cambio dei beni necessari alle difficili condizioni di vita su Nunivak, ma gran parte del loro sostentamento derivava dalla caccia alla gavia e al tricheco. In particolare il tricheco forniva la pelle per i kayak e le suole degli scarponi, mentre dalle sue ossa ricavavano degli attrezzi come punte di lancia e arpioni, oppure le intagliavano per venderle. Con la pelle delle gavie fabbricavano invece dei cappotti resistenti all'acqua.